# New Zealand Football Championship 2010-2011
Il campionato neozelandese di calcio 2010-2011 è stato il settimo a disputarsi con questa formula (New Zealand Football Championship). 
Il Waitakere Utd ha conquistato il campionato per la terza volta nella sua storia.

## Squadre partecipanti
| Club            | Città            | Stadio                |
| --------------- | ---------------- | --------------------- |
| Auckland City   | Auckland         | Kiwitea Street        |
| Canterbury Utd  | Christchurch     | English Park          |
| Hawke’s Bay Utd | Napier           | Bluewater Stadium     |
| Manawatu Utd    | Palmerston North | Memorial Park         |
| Southern United | Dunedin          | Forsyth Barr Stadium  |
| Team Wellington | Wellington       | David Farrington Park |
| Waikato         | Cambridge        | John Kerkhof Park     |
| Waitakere Utd   | Waitakere        | The Trusts Arena      |

## Classifica finale
| # | Squadra         | Pt | PG | V  | N | P  | GF | GS | DR  |
| - | --------------- | -- | -- | -- | - | -- | -- | -- | --- |
| 1 | Waitakere Utd   | 36 | 14 | 12 | 0 | 2  | 39 | 12 | +27 |
| 2 | Auckland City   | 30 | 14 | 9  | 3 | 2  | 29 | 12 | +17 |
| 3 | Team Wellington | 23 | 14 | 7  | 2 | 5  | 28 | 23 | +5  |
| 4 | Canterbury Utd  | 20 | 14 | 6  | 2 | 6  | 20 | 19 | +1  |
| 5 | Hawke’s Bay Utd | 19 | 14 | 5  | 4 | 5  | 18 | 22 | -4  |
| 6 | Waikato         | 15 | 14 | 4  | 3 | 7  | 21 | 33 | -12 |
| 7 | Southern United | 12 | 14 | 3  | 3 | 8  | 15 | 30 | -15 |
| 8 | Manawatu Utd    | 4  | 14 | 1  | 1 | 12 | 19 | 38 | -19 |

## Finals series
|  | Semifinale (andata e ritorno) | Semifinale (andata e ritorno) | Semifinale (andata e ritorno) | Semifinale (andata e ritorno) | Semifinale (andata e ritorno) |  |  | Finale (gara unica) | Finale (gara unica) | Finale (gara unica) |  |
|  |                               |                               |                               |                               |                               |  |  |                     |                     |                     |  |
|  | Team Wellington               | Team Wellington               | 0                             | 1                             | 1                             |  |  |                     |                     |                     |  |
|  | Auckland City                 | Auckland City                 | 2                             | 5                             | 7                             |  |  | Waitakere United    | Waitakere United    | 3                   |  |
|  | Waitakere United              | Waitakere United              | 6                             | 0                             | 6                             |  |  | Auckland City       | Auckland City       | 2                   |  |
|  | Canterbury United             | Canterbury United             | 0                             | 1                             | 1                             |  |  |                     |                     |                     |  |